# Rob Jones (Fußballspieler, 1971)
Robert Marc „Rob“ Jones (* 5. November 1971 in Wrexham) ist ein in Wales geborener ehemaliger englischer Fußballspieler. Der Außenverteidiger entwickelte sich beim FC Liverpool zu Beginn der 1990er-Jahre früh zum englischen Nationalspieler und gewann dazu 1992 den FA Cup. Eine Reihe von Verletzungen sorgten jedoch für Rückschläge und im Alter von 27 Jahren endete seine Profilaufbahn vorzeitig.

## Sportlicher Werdegang

### Vereinskarriere

#### Crewe Alexandra (1988–1991)
Im englischen Crewe – rund 40 Kilometer östlich der walisischen Geburtsstadt Wrexham liegend – begann Jones’ Fußballerkarriere. Der Enkel von Bill Jones, der 1950 mit dem FC Liverpool im FA-Cup-Finale als Linksverteidiger gegen den FC Arsenal mit 0:2 verloren hatte, unterschrieb im September 1987 seinen ersten Schülervertrag bei Crewe Alexandra. Noch vor seiner Beförderung zum „Trainee“ im Juli 1988 debütierte er am 9. April 1988 in einem Viertligaspiel gegen den FC Darlington und als seinem Verein in der folgenden Saison 1988/89 der Aufstieg in die Third Division gelang, steuerte Jones dazu zwölf Einsätze bei. Während dieser Spielzeit unterzeichnete er im Dezember 1988 auch seinen ersten Profivertrag.
In der Saison 1990/91 eroberte sich Jones auf der Rechtsverteidigerposition einen Stammplatz und obwohl Crewe in die vierte Liga abstieg, hatte Jones häufig mit guten Leistungen überzeugt. Dennoch überraschte der nun folgende steile Karriereverlauf, denn trotz seiner konstanten Darbietungen hatte Jones als nur eines von vielen Talenten unter Crewes Trainer Dario Gradi gegolten. Und so war im Oktober 1991 Tribünengast und Liverpool-Trainer Graeme Souness auch an dem Mannschaftskameraden Steve Walters interessiert, bevor ihn Jones als rechter Abwehrspieler nachhaltig überzeugte. Für 300.000 Pfund wechselte Jones schließlich zu den „Reds“ in die höchste englische Spielklasse.

### FC Liverpool (1991–1999)
Nur 24 Stunden nach der Vertragsunterzeichnung gab Jones seinen Einstand für Liverpool. Gegner war Manchester United in Old Trafford und der Neuling war mit der Bewachung von Ryan Giggs beauftragt. Er erfüllte diese Aufgabe zur Zufriedenheit und befördert durch Verletzungsprobleme auf seiner Position wurde Jones schneller als erwartet zum Stammspieler. Am Ende des erfolgreichen Jahrs, das Jones einen ersten Einsatz in der englischen A-Nationalmannschaft bescherte, stand nach einem 2:0-Finalsieg gegen den AFC Sunderland im ausverkauften Wembley-Stadion der FA-Cup-Sieg. Gerühmt wurde in Expertenkreisen seine Spielweise als „kompletter Außenverteidiger“, mit Stärken in der Balleroberung (oftmals ohne Foul spielen zu müssen), schnellen Pässen und präzisen Flankenläufen. Unglücklicherweise litt er früh an einem Schienbeinkantensyndrom, das ihm zunächst die mögliche Teilnahme an der Euro 1992 in Schweden kostete und seine weitere Profilaufbahn schwer beeinträchtigte. Er absolvierte primär auf der linken Abwehrseite 30 von 42 Ligaspielen in einer Saison 1992/93, die enttäuschend auf dem sechsten Rang und dazu mit frühen Pokalniederlagen endete.
Die körperlichen Probleme hielten an. Dennoch galt er im Verein weiter als „erste Wahl“, obwohl er seine Spielweise nach dem Trainerwechsel zu Roy Evans und der mit ihm verbundenen Umstellung auf ein 3-5-2-System ändern musste. Dies gelang ihm zuerst und mit einem 2:1-Finalsieg gegen den Zweitligisten Bolton Wanderers gewann er 1995 den Ligapokal. Ein Jahr später absolvierte in Wembley ein weiteres Endspiel, unterlag dort im FA Cup jedoch Manchester United mit 0:1. Dabei hatte er seinen rechten „Wingback“-Posten mittlerweile an Jason McAteer verloren und im Finale war er stattdessen auf der linken Seite zum Einsatz gekommen. Nach der Niederlage wiesen Jones’ behandelnde Ärzte ihn dringend an, eine längere Fußballpause von mindestens sechs Monaten einzulegen. Grund dafür war der Bruch eines Wirbels in der Wirbelsäule, der zu einer Lähmung hätte führen können. Jones hatte zuvor trotz dieser Verletzung gespielt. Im Januar 1997 kehrte Jones in die Profimannschaft zurück, aber obwohl die behandelte Blessur überwunden war, scheiterte er im erneuten Kampf um den Stammplatz. Dazu kam eine Serie von Knieverletzungen, die dafür sorgten, dass er nicht mehr dazu in der Lage war, ohne Schmerzen zu agieren. Als zum Ende der Saison 1998/99 sein Vertrag in Liverpool auslief, verließ er nach insgesamt 243 Pflichtspielen (und ohne eigenes Tor) die Reds.
Jones nahm im Sommer 1999 einen letzten Anlauf bei West Ham United. Er bestritt einige Vorbereitungsspiele und die „Hammers“ boten ihm einen Vertrag, bevor sich die Knieprobleme weiter verschlimmerten. Nach der eindeutigen Diagnose, dass er nie wieder Fußball auf höchstem Niveau würde spielen können, endete die vielversprechend begonnene Karriere noch vor seinem 28. Geburtstag.

### Englische Nationalmannschaft
Nach einer rasanten sportlichen Entwicklung vom Viertliga- zum Erstligastammspieler beim FC Liverpool debütierte Jones am 19. Februar 1992 beim 2:0-Sieg gegen Frankreich für die englische A-Nationalmannschaft unter Trainer Graham Taylor. Er besaß auf der Rechtsverteidigerposition mit Lee Dixon und dem erfahrenen Gary Stevens zunächst große Konkurrenz, aber obwohl diese ihre Teilnahme an der bevorstehenden Euro 1992 in Schweden verletzungsbedingt absagen mussten, konnte Jones aufgrund eigener Blessuren davon nicht profitieren.
Unter Taylors Nachfolger Terry Venables wurde Jones im Jahr 1994 immer mehr zu einer festen Größe der „Three Lions“, aber die Hoffnungen auf eine Teilnahme an der Euro 1996 im eigenen Land erfüllten sich letztlich nicht. Dies war zum einen den stetigen Verletzungssorgen geschuldet; dazu hatte Gary Neville ab Sommer 1995 immer mehr die Rechtsverteidigerrolle für sich beanspruchen können. Die Wirbelsäulenprobleme im Sommer 1996 und die folgenden Knieverletzungen sorgten letztlich dafür, dass er seinem achten Länderspiel am 29. März 1995 gegen Uruguay (0:0) keinen weiteren Einsatz mehr hinzufügen konnte.

## Titel/Auszeichnungen
- Englischer Pokal (1): 1992
- Englischer Ligapokal (1): 1995
- PFA Team of the Year (2): 1992, 1995